# 浙江同济科技职业学院
30°14′56.37″N 120°18′57.70″E / 30.2489917°N 120.3160278°E

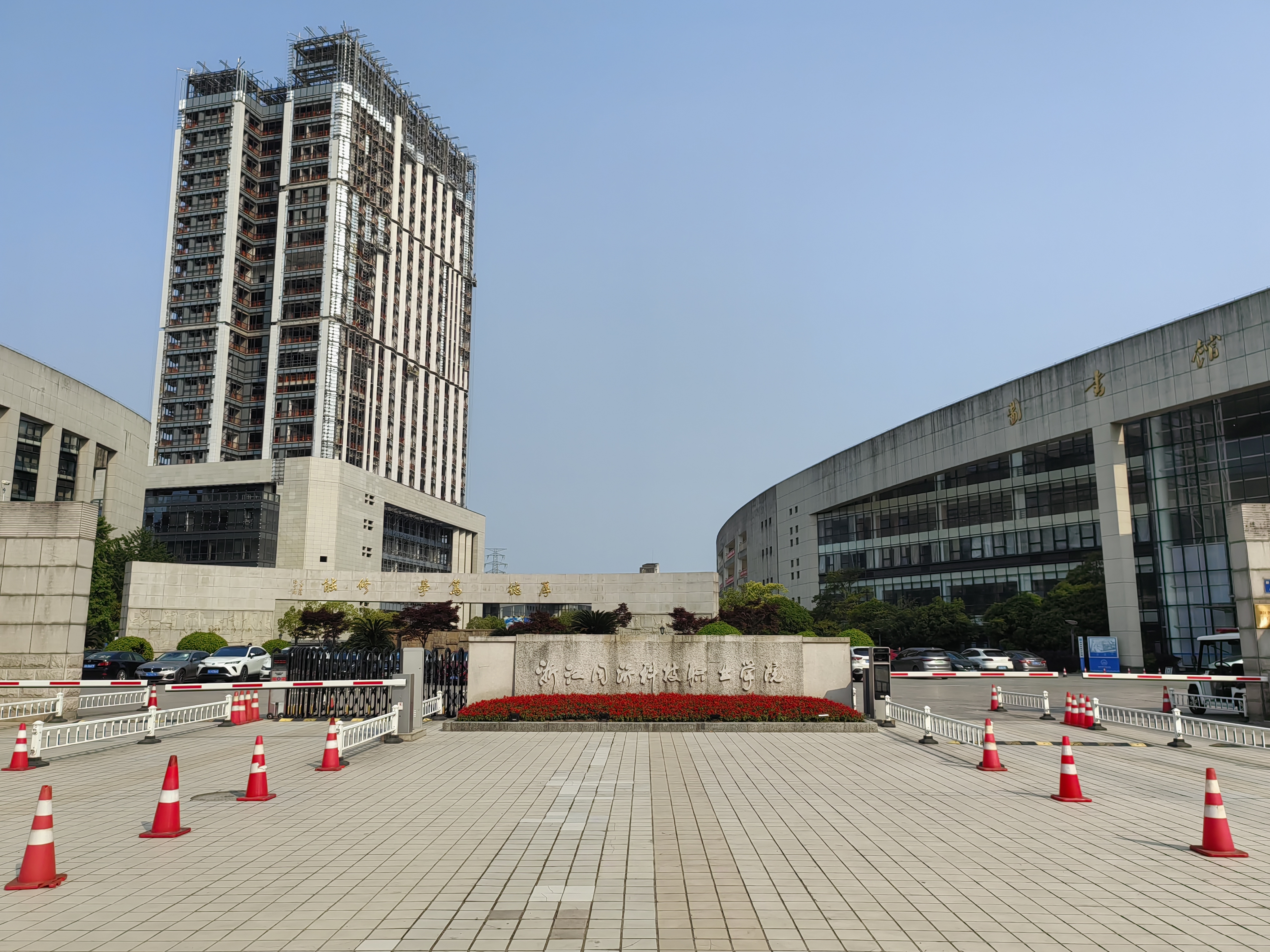
浙江同濟科技職業學院

浙江同济科技职业学院是一所由浙江省水利厅承办的全日制高等职业学院。前身是1959年成立的浙江水电技工学校和1984年成立的浙江水利职工中等专业学校。1996年3月，浙江水电技工学校和浙江水利职工中等专业学校联合办学。2007年正式更名为浙江同济科技职业学院。

## 院系设置
- 水利工程系：水利水电建筑工程、工程测量与监理、设施农业技术、水利工程
- 建筑工程系：城镇规划、建筑设计技术、建筑工程技术、建筑工程管理、建筑钢结构工程技术
- 机械与电气工程系：发电厂及电力系统、汽车制造与装配技术、数控技术、机电一体化技术、电气自动化技术
- 工程与经济管理系：会计与审计、网络系统管理、建筑经济管理、工程造价
- 艺术设计系：装饰艺术设计、环境艺术设计、电脑艺术设计[2]